# 巴迪·盖伊
乔治·「巴迪」·盖伊（1936年7月30日—）是一位美国吉他手和歌手，他的曲風以藍調和摇滾為主，是芝加哥藍調的指標性代表人物。他对吉米·亨德里克斯、艾瑞克·克萊普頓和其它1960年代的藍調和摇滚音樂人影響很大。
2003年在滾石雜誌评选的一百大吉他手排名裡，巴迪·盖伊列為第30名 ，2011年，滾石雜誌一百大吉他手，評選列為第23名 。他的專輯歌曲瘋狂石頭在滾石雜誌史上最偉大一百首吉他歌曲第78名。2005年被引入搖滾名人堂 。